# Smith Center (Kansas)
Smith Center település az Amerikai Egyesült Államok Kansas államában, Smith megyében, melynek megyeszékhelye is. Lakosainak száma 1571 fő (2020. április 1.).

## Népesség
A település népességének változása:

| 2010 | 1 665 |
| 2020 | 1 571 |